# Dinnington (Tyne and Wear)
Dinnington – wieś i parafia cywilna w Anglii, w hrabstwie ceremonialnym Tyne and Wear, w dystrykcie metropolitalnym Newcastle upon Tyne. Leży 10 km na północny zachód od centrum Newcastle i 407 km na północ od Londynu. W 2011 Dinnington liczył 1636 mieszkańców.